# 五一九緑色運動
五一九緑色運動（ごいちきゅうりょくしょくうんどう）は、1980年代の中華民国における戒厳令解除を要求する政治運動。
1949年5月19日に台湾省政府が台湾省に戒厳を施行して以来、中華民国憲法が規定する自由と人権は大幅に制約を受けることとなった。これに対して鄭南榕、江鵬堅等の党外運動家は五一九緑色行動として台湾に戒厳令の施行された5月19日を象徴とする戒厳令解除を要求する政治運動を提唱、鄭南榕は雑誌『自由時代』を通じてこの運動を広めていった。
1986年5月19日、鄭南榕等は万華龍山寺に群集数百名と集結したが、警察隊に10時間にわたり包囲される事件が発生した。このとき「党外公共政策研究会」（台北市議会議員の謝長廷が結成した政治団体。のちに「党外編輯作家聯誼會」と共に民主進歩党を構成する片方）と中国国民党の間で事態収束のための協議が行われたが、対話路線は党外急進派の反発を招いている。
1987年には国民党は戒厳令の解除とそれに代わる『国家安全法』の制定を提案したが、党外活動家の反発を受けることとなった。同年5月19日、民主進歩党は台北市中山堂にて抗議活動を展開、「只要解厳、不要国安法（戒厳令は解除あるのみ、国安法は要らない）」、「解除戒厳、人人有責（戒厳令の解除はみなに責任がある）」、「百分之百解厳（完全な戒厳令解除を）」などをスローガンに前年の五一九緑色運動を継承し、当局に対し完全な戒厳令解除と完全な憲法復帰を要求した。
これら政治運動の高まりを受け、1987年7月15日に国民政府は遂に38年に及ぶ戒厳令を解除し、ここに五一九緑色運動の要求が達成されることとなった。